# Dominic Armato
Dominic Armato (Chicago, 1976. november 18. –) szinkronszínész, akit elsősorban a LucasArts játékokban nyújtott szerepléseiről ismerhetünk.
Dominic a kalandjátékok nagy rajongója, különösen a LucasArts játékoké, mint amilyen a Monkey Island-sorozat. Az egyik vele készült interjúban megemlítette, hogy régen az egyik barátjával viccelődtek, hogy ő lenne az ideális szereplő Guybrush Threepwood szerepére egy esetleges folytatásban, majd két hónap múlva kijelölték a szerepre. Ez volt az egyik leghíresebb munkája a LucasArts-nál.
A The Curse of Monkey Island-ben és az Escape from Monkey Island-ben ő volt Guybrush szinkronhangja. Számos Star Wars játékhoz is adta a hangját.
Dominic testvérének Amanda Armato-nak (aki szintén színész) volt egy kisebb szerepe az Amerikai Pite 2 című filmben.
A legelső Monkey Island 2009-es nyarán megjelent remake-jében, a Secret of Monkey Island Special Edition-ban és a 2010 nyarára ígért 2. rész felújításában ismét ő kölcsönzi a hangját Guybrush-nak.